# Indapur
Indapur là một thành phố và là nơi đặt hội đồng đô thị (municipal council) của quận Pune thuộc bang Maharashtra, Ấn Độ.

## Địa lý
Indapur có vị trí 18°07′B 75°02′Đ / 18,12°B 75,03°Đ Nó có độ cao trung bình là 527 mét (1728 feet).

## Nhân khẩu
Theo điều tra dân số năm 2001 của Ấn Độ, Indapur có dân số 21.584 người. Phái nam chiếm 52% tổng số dân và phái nữ chiếm 48%. Indapur có tỷ lệ 69% biết đọc biết viết, cao hơn tỷ lệ trung bình toàn quốc là 59,5%: tỷ lệ cho phái nam là 75%, và tỷ lệ cho phái nữ là 62%. Tại Indapur, 14% dân số nhỏ hơn 6 tuổi.